# Sean O'Casey
Sean O'Casey (30 de març de 1880 – 18 de setembre de 1964) va ser un dramaturg irlandès.
Socialista i nacionalista compromès, va situar les seves obres al si de les classes populars urbanes del seu país.
La seva trilogia dublinesa reagrupa L'ombra d'un franctirador, Juno and the Paycock i L'arada i les estrelles. A través del dia a dia del Dublín dels barris pobres, la trilogia evoca els moments claus de la història irlandesa, l'alçament de Pasqua el 1916, la guerra d'independència entre 1919 i 1921, la guerra civil que va suposar la partició del país. El llenguatge dels seus personatges és prop del de les classes populars irlandeses, amb influència de John Millington Synge.
El 1929, Yeats es va negar a representar la seva peça The Silver Tassie al Teatre de l'abadia per por a les reaccions del públic, va marxar a Anglaterra i s'hi va quedar fins al final de la seva vida.
La pel·lícula El Jove Cassidy, de John Ford i Jack Cardiff, descriu els seus inicis com a escriptor a Dublín.

## Obres
- L'Ombra d'un franctirador
- Juno and the Paycock, 1924, sens dubte la seva peça més cèlebre, conta la història d'una família el 1922, durant la guerra civil. Va obtenir el 'Hawthornden Prize el 1925 i va ser adaptada al cinema per Alfred Hitchcock el 1929, Juno and the Paycock.
- L'arada i les estrelles
- The Shadow of a Gunman (1923)
- The Plough and the Stars (1926).
- The Silver Tassle (1929)
- Within the Gates (1934)
- Purple Dust (1940)
- Red Roses for Me (1943)